# Хочеш, буду твоєю смаженою ковбаскою?
«Хочеш, буду твоєю смаженою ковбаскою?» — кінофільм режисера Роза фон Праунхайм, що вийшов на екрани в 1999 році.

## Зміст
В одному з голлівудських готелів зібралася строката компанія, властива цим місцям. Сам господар готелю зі своєю вельми оригінальною матір'ю, чоловік, з ніг до голови одягнений в шкіру і який обожнює свого маленького пса, і навіть двійник Мерилін Монро. Спокій всіх цих людей порушується з приїздом гарного незнайомця, який буквально зачаровує всіх, приковуючи до себе всю увагу.

## Ролі
| Актор             | Роль |
| ----------------- | ---- |
| Джефф Страйкер    | -    |
| Карл-Хейнц Теубер | -    |
| Сирена Ірвін      | -    |
| Селене Луна       | -    |
| Веджінал Девіс    | -    |
| Аарон Брамфілд    | -    |
| Сесілія Тіжеріна  | -    |
| Малина Стейнберг  | -    |

## Знімальна група
- Режисер — Роза фон Праунхайм
- Сценарист — Лоуренс Ельберт, Роза фон Праунхайм
- Продюсер — Регіна Циглер, Міхаель Ессер, Таня Медінг
- Композитор — Алан Ері Лазар